# Лі (Мен)
Лі (англ. Lee) — місто (англ. town) в США, в окрузі Пенобскот штату Мен. Населення — 916 осіб (2020).

## Демографія
Згідно з переписом 2010 року, у місті мешкали 922 особи в 356 домогосподарствах у складі 262 родин. Було 546 помешкань
Расовий склад населення:
| - 89,9 % — білих - 6,2 % — азіатів - 1,8 % — чорних або афроамериканців - 0,8 % — корінних американців |

До двох чи більше рас належало 1,1 %. Частка іспаномовних становила 0,8 % від усіх жителів.
За віковим діапазоном населення розподілялося таким чином: 21,1 % — особи молодші 18 років, 61,7 % — особи у віці 18—64 років, 17,2 % — особи у віці 65 років та старші. Медіана віку мешканця становила 45,9 року. На 100 осіб жіночої статі у місті припадало 109,5 чоловіків;  на 100 жінок у віці від 18 років та старших — 108,3 чоловіків також старших 18 років.
Середній дохід на одне домашнє господарство  становив 59 617 доларів США (медіана — 42 917), а середній дохід на одну сім'ю — 63 886 доларів (медіана — 49 659). Медіана доходів становила 47 500 доларів для чоловіків та 30 357 доларів для жінок. За межею бідності перебувало 22,5 % осіб, у тому числі 29,6 % дітей у віці до 18 років та 24,7 % осіб у віці 65 років та старших.
Цивільне працевлаштоване населення становило 401 особа. Основні галузі зайнятості: освіта, охорона здоров'я та соціальна допомога — 32,7 %, виробництво — 18,2 %, сільське господарство, лісництво, риболовля — 13,7 %.